# 이희화
이희화(李熙和, 1920년 1월 6일 ~ 2008년 11월 5일)는 대한민국의 독립운동가이다.
본관은 전주

## 생애

### 일생
경기도 개풍(開豊)에서 출생한 그는 1939년 중화민국 저장 성(浙江省)의 둥양 현(東陽縣)이라는 곳에서 동지 5명과 함께 일군 창부대(槍部隊)를 탈출하여 중국 제3전구 충의구국군(忠義救國軍)에서 항일 독립 운동 등의 활동을 전개하였다. 그후 1942년 대한광복군 제2지대 예하 제3구대 강남(江南)분대에 재입대하였으며 초모 공작활동을 전개하기 위하여 각지를 순회하면서 일본군의 내막과 자신들의 탈출 입대 경위 등을 자세히 설명하여 중국군·관·민에게 환영을 받았다. 1945년 8월 15일 국민정부 중화민국 광시 성 난닝에서 일본국 패망 및 조선 광복을 목도하였고 1946년 5월 20일을 기하여 조선국 고국에 귀국하여 미 군정 남조선 과도정부 도읍지 서울에 귀환하였다.
지난날 한때 1971년에서 1976년까지 홍콩, 웨일스, 미국, 캐나다, 오스트레일리아, 뉴질랜드 등지에 일시성 거류하던 그는 1976년 대한민국에 영구 귀국하였다.
2008년 11월 5일 하세한 그의 유해는 대한민국 대전 국립현충원에 안장되어 있다.

## 서훈
대한민국 정부에서는 선생의 공훈을 기리고자 1982년 8월 15일을 기하여 대한민국 대통령 표창장을, 1990년 3월 1일을 기하여 대한민국 건국훈장 애족장을 각각 수여하였다.